# El Bolsón
El Bolsón je město v Argentině. Nachází se na jihovýchodě provincie Río Negro, na úpatí hory Cerro Piltriquitrón. Prvními nepůvodními obyvateli oblasti, v níž se město nachází, byli němečtí přistěhovalci, kteří sem přišli z Chile. V sedmdesátých letech dvacátého století do města El Bolsón přicházeli hippies z Buenos Aires. Navzdory své jižní poloze má město neobvykle mírné klima, což je způsobeno řadou údolí, které se táhnou přes Chile k Tichému oceánu.